# Мартлет
Мартлет (ласточка) — фантастическая негеральдическая гербовая фигура, изображающая стилизованную птицу с короткими пучками перьев вместо лап. Стрижей раньше тоже называли мартлетами, поскольку у них настолько маленькие лапки, что люди верили, будто у стрижей нет ног.

## В городской и личной геральдике
Неспособность мартлета сесть на землю часто рассматривалась как символ постоянного стремления к учению и знаниям: так, мартлет есть в гербах Университетского колледжа и Вустерского колледжа в Оксфорде, Пемброк-колледжа в Кембридже, Университета Макгилла (где женские спортивные команды назывались мартлетами), Хьюстонского университета и его юридического центра, Вестминстерской школе в Симсбёрри, в штате Коннектикут (магазин при ней называется «Гнездо мартлета»), Университете Виктории (где студенческая газета тоже носит название мартлет).
Предполагают, что из-за подобного отсутствия земли под ногами мартлет (ласточка) использовался в английской геральдике как знак четвёртого сына: первый сын наследовал состояние, второй и третий шли в церковь и армию, а четвёртый не имел определённого места. Поскольку он должен был добиваться благосостояния свои трудом, ласточка была также символом упорного труда, настойчивости и непостоянства крова.
Эдуарду Исповеднику приписывали герб, содержащий пять золотых мартлетов. Английский король Ричард II объединил этот герб с атрибутами своего дома (Плантагенетов), что и легло позже в основу герба Вестминстерского аббатства и Вестминстерской школы.

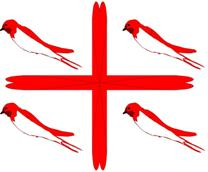
Герб семьи Бёрд с четырьмя красными мартлетами.

Герб Валенсов, графов Пембрукских, был окантован мартлетами. Впоследствии они оказались в гербе Пемброк-колледжа в Кембридже.
По-французски ласточка — hirondelle, и потому мартлеты встречаются на окантовке гербов под названием Arundel.
Герб английского графства Сассекс содержит шесть мартлетов, что символизирует традиционные шесть частей, на которые делилось графство.
Шесть красных мартлетов, разделённых перевязью, есть также на гербе Дандолка, в Ирландии. Они происходят из герба Томаса де Фёрнивалла, который получил много земли в этих краях около 1319 года через брак с Джоан, дочерью Теобальда Де Вердон.
В русской геральдике: Мерлетта  — птица без клюва и лап (иногда ошибочно называемая переводчиками «дроздицей»). Изображается в профиль, символизирует беззаветное рыцарское служение вдали от родного дома; Канетта — геральдическая уточка (обычно без клюва и лапок).
По Лакиеру, утки на гербах изображаются в профиль (фр. canettes), а без клюва и ног (в особенности, дикие утки) называются фр. merlettes, англ. Martlet.

Монте Кристо остановился перед щитом и внимательно осмотрел его. 

— По лазоревому полю семь золотых мерлеток, расположенных снопом. Это, конечно, ваш фамильный герб, виконт? — спросил он. 
… 
— род Морсеров — французский и, как мне приходилось слышать, один из древнейших на юге Франции. 

— Да, — сказал Монте Кристо, — это и показывают мерлетки. Почти все вооружённые пилигримы, отправлявшиеся на завоевание Святой земли, избрали своим гербом или крест — знак их миссии, или перелетных птиц — знак дальнего пути, который им предстоял и который они надеялись совершить на крыльях веры. Кто-нибудь из ваших предков с отцовской стороны, вероятно, участвовал в одном из крестовых походов; если даже это был поход Людовика Святого, то и тогда мы придём к тринадцатому веку, что вовсе неплохо.
— Дюма А. [www.lib.ru/INOOLD/DUMA/montekristo1.txt Глава 3. Первая встреча] // Граф Монте-Кристо. — М.: Изд-во Художественной литературы, 1977. — Т. 1.